# Leuchs’sche Anhydride

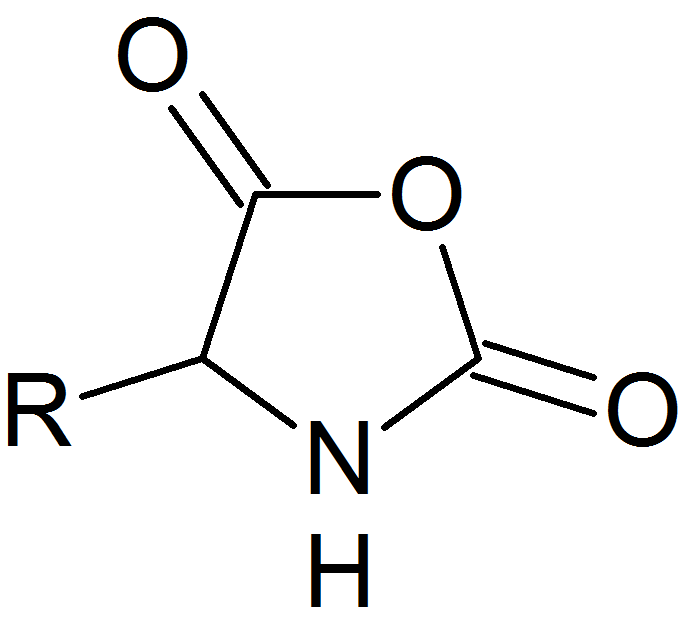
Strukturformel der Leuchs'schen Anhydride.

Leuchs'sche Anhydride ist die Bezeichnung einer Stoffgruppe mit der chemischen Grundstruktur der Oxazolidin-2,5-dione.
Die Verbindungen wurden zuerst von Hermann Leuchs beschrieben und sind innere Anhydride von Aminosäuren. Die Synthese beschrieb Leuchs dabei über die von ihm entwickelte N-Carbonsäureanhydrid-Methode. Sie lassen sich beispielsweise aus den Aminosäuren durch Umsetzung mit Phosgen darstellen. Wegen ihrer Reaktivität werden sie als Synthesebausteine z. B. in der Peptidsynthese eingesetzt.